# 不列顛尼亞艦隊
不列顛尼亞艦隊（拉丁語：Classis Britannica，照拉丁語字面意思是不列顛尼亞艦隊，原義是指在不列顛水域的艦隊或不列顛尼亞行省的艦隊）是羅馬海軍的省級海軍艦隊。其目的是控制英吉利海峽和不列顛尼亞行省周邊水域。與現代（和一些同時代的羅馬海軍艦隊）等"作戰海軍"不同，它的工作主要是人員調動和後勤支援，並讓跨越英吉利海峽的航線保持開放。古典歷史學家在著作上沒有提到不列顛尼亞艦隊這個名字，考古證據也非常少。

## 歷史

### 入侵
艦隊最初是為克勞狄斯入侵不列顛而組建的，其任務是從羅馬陸軍中將一支40,000人的入侵部隊以及補給護送到大不列顛島。在入侵成功後，它繼續為羅馬軍團提供支援，穿梭英吉利海峽運送大量物資。

### 征服
這支艦隊在隨後征服不列顛尼亞的過程中發揮了重要作用。然而，塔西佗陳述，奇怪的是在入侵大約二十年後，在布狄卡叛亂之前，不列顛尼亞總督蓋烏斯•蘇埃托尼烏斯•保利努斯率軍穿越梅奈海峽到安格爾西島時，艦隊並不在場。 這表明這支部隊仍然忙碌在英吉利海峽地區，不適合長途跋涉到北威爾斯，或當時艦隊規模太小，無法為地面部隊提供任何有效的支援。
在弗拉維王朝時期，最初作為臨時入侵而被提出的艦隊，被正式確立為不列顛尼亞艦隊，並在法令中永久化。同樣在弗拉維時期，總督阿古利可拉率軍環繞加勒多尼亞(蘇格蘭)，並於83年襲擊其東海岸。一年後，這支艦隊被記錄為已經到達了奧克尼群島。

### 鐵器製品
在英格蘭東南部的威爾德，標記了不列顛尼亞艦隊的平鋪磚瓦，在與製鐵相關的地點被發現。 其中最大的是靠近在巴特爾的博波爾圃囿，那裡有1000多塊有不列顛尼亞艦隊標記的瓦片被用在一個巨大公眾浴場的屋頂，地點毗鄰一個大型冶煉場所。 其餘製鐵場所發現的磚瓦位於鄰近瓦德赫斯的提斯赫，和靠近克蘭布魯克的小法寧咸農場。 其餘三個發現磚瓦的地點是在羅馬時代可通船的水道入口，其中兩個在博丁安， 一個在鄰近寧菲爾德的波利咸橋， 在修適士郡兩者都有相關的煉鐵作業。這意味著不列顛尼亞艦隊不僅運輸鐵器製品，而且還參與了鐵器的生產。

### 中斷
這支艦隊在3世紀中葉從考古記錄中消失，但從同時代的資料中可以知道，艦隊繼續存在此時期之後。

### 卡勞修斯
286年，高盧血統的羅馬軍事指揮官卡勞修斯被委派統率不列顛尼亞艦隊，並授命負責消滅一直在襲擊阿摩里卡和比利時高盧沿海區域的法蘭克人和撒克遜人海盜。然而，他被懷疑私吞從海盜擄獲的寶藏，甚至在對海盜採取行動之前任由他們進行劫掠並致富，因此羅馬皇帝馬克西米安下令處決他。
在286年末或287年初，當他得知自己被判刑後叛變，並自立為不列顛和高盧北部的皇帝。當不列顛艦隊遭到代表羅馬帝國的日耳曼尼亞萊茵河艦隊的攻擊時，不列顛艦隊取得了勝利，這表明當時艦隊一定是有相當的戰力。然而，萊茵河艦隊將他們的失敗歸咎於英吉利海峽惡劣的天氣。
然而，到300年不列顛尼亞再次成為羅馬帝國的一部分，不列顛尼亞艦隊恢復為羅馬帝國艦隊。

### 帝國終結
在羅馬統治不列顛尼亞行省的最後幾年，艦隊幾乎完全致力於保護大不列顛東部和南部海岸免受海盜第一波行動的侵害，並且從不列顛尼亞顛撤軍前不久，艦隊人員在後來被稱為撒克遜海岸堡壘的沿海城鎮和村莊抵抗撒克遜人的襲擊。艦隊可能在撒克遜海岸堡壘的作戰中發揮了一定的作用。

## 港口和海港
最初認為艦隊的主要基地在魯特皮埃(今里奇伯勒)，但最近的考古工作發現了艦隊的步兵隊使用在杜布里斯(今多佛)僅有的三個倖存堡壘之一，這實際上表明了多佛是艦隊的主要基地。它甚至可能是艦隊首要基地，不過其中位於濱海布洛涅倖存的其他艦隊堡壘要大得多，因此被一些人說比多佛更有可能成為艦隊主要基地的競爭者。另一個競爭者是羅馬堡壘樸茨斯•阿杜爾尼(後來被改建並被稱為波切斯特城堡)位於樸茨茅夫海港北部，據信至少是艦隊較大的基地。

### 來源
- Cleere, Henry, "The Classis Britannica", in D. E. Johnston (ed.), The Saxon shore, 1977